# Jim Lynch
Jim Lynch (1961) es un escritor norteamericano autor de cuatro novelas. Su obra se ha comparado a autores como John Steinbeck,
Ken Kesey, Tom Robbins, y Richard Russo.

## Vida
Lynch se crio cerca de Seattle, Washington. Se graduó en Inglés y Comunicación en la Universidad de Washington, trabajó como periodista en Alaska, Virginia y Washington D. C., así como para The Spokesman-Review, The Seattle Times y The Oregonian. Vive con su hija y su mujer en Olympia, Washington, en una bahía en la que apareció un raro pez arrastrado a una playa, lo que inspiró su primera novela, The Highest Tide.

## Obra
Su primera novela The Highest Tide(2005) se convirtió en un bestseller en Reino Unido después de que se recomendara en el programa de televisión dedicado a la lectura Richard & Judy. En 2006 recibió el Pacific Northwest Booksellers Association Award.
Su segunda novela, Border Songs, ambientada en el mundo rural de la frontera oeste de Canadá y EE. UU. ganó el Washington State Book Award de Ficción y fue finalista de la American Booksellers Association a la mejor obra de ficción de 2009.
Truth Like the Sun, la tercera novela de Lynch, se publicó en abril de 2012. Ambientada en Seattle durante la Exposición Universal de 1962, la obra trata la investigación de una leyenda de la ciudad por un reportero ambicioso. Los críticos han comparado la novela con películas clásicas de sobre el poder y la corrupción americanas, como Chinatown, Ciudadano Kane, y Todos los hombres del presidente.
Su novela más reciente, Before the Wind, se publicó en abril de 2016 (A favor del viento, edición española de 2017). Retrata a los Johanssen, una familia de origen islandés totalmente volcada en la fabricación de veleros y la navegación, desde el punto de vista del hijo mediano.